# ザミンウード
ザミンウード（モンゴル語: Замын-Үүд、ᠵᠠᠮ ᠤᠨ
ᠡᠭᠦᠳᠡ ラテン文字：Zamyn-Üüd、道の門、国境を意味する）は、モンゴル国ドルノゴビ県にある都市である。ザミンウードはモンゴル国と中国・内モンゴル自治区との国境付近に位置する。2008年時点において、ザミンウードの人口は11,527人となっている。ザミーンウード、ザーミンウードと表記されることもある。
ザミンウードという都市名は現代のザミンウードの位置（北緯44度30分 東経111度15分 / 北緯44.500度 東経111.250度）から北西に101kmの地点に存在したDzamiin Üüde集落の名前から取られている。
ザミンウードは北京とウランバートルを結ぶ古の交易路の中継地点であり、現代でもエレンホトを経由して中国とモンゴル国を越境する際の重要な国境地点となっている。国境警備隊によれば、2004年には95万人以上の人間が越境している。2014年7月に中国総領事館が開設された。

## 交通
中国とモンゴル、ロシアを結ぶ鉄道路線であるモンゴル縦貫鉄道のザミンウード駅があり、エレン駅に接続している。
2007年4月、チョイルからサインシャンドを経由してザミンウードまで続く全長432kmの舗装道路の建設が開始された。当初は2007年10月に完成を予定していたが、道路の完成は2013年まで延期され、サインシャンドからチョイルまでの区間が2013年9月に完成した。中国からモンゴル国への移動遅延をなくすため新越境道路整備計画も2013年に完成した。

## 経済
ザミンウード自由経済地域（FEZ）が2004年に公式に設立された。総面積は約900haであり、ザミンウード中心部と中国との国境の間に位置している。

## 気候
ザミンウードはケッペンの気候区分において寒冷な砂漠気候（BWk）に属し、暖かい夏と極めて寒冷な冬がある。一年の降水量のほとんどが夏に雨として降り、この他に4～5月や9～10月に降雪がある。冬季は極めて乾燥している。
| ザミンウードの気候       | ザミンウードの気候 | ザミンウードの気候 | ザミンウードの気候 | ザミンウードの気候 | ザミンウードの気候 | ザミンウードの気候 | ザミンウードの気候 | ザミンウードの気候 | ザミンウードの気候 | ザミンウードの気候 | ザミンウードの気候 | ザミンウードの気候 | ザミンウードの気候 |
| 月                       | 1月                | 2月                | 3月                | 4月                | 5月                | 6月                | 7月                | 8月                | 9月                | 10月               | 11月               | 12月               | 年                 |
| ------------------------ | ------------------ | ------------------ | ------------------ | ------------------ | ------------------ | ------------------ | ------------------ | ------------------ | ------------------ | ------------------ | ------------------ | ------------------ | ------------------ |
| 最高気温記録 °C （°F）   | 10.5 (50.9)        | 13.0 (55.4)        | 24.9 (76.8)        | 34.0 (93.2)        | 37.1 (98.8)        | 39.9 (103.8)       | 40.0 (104)         | 40.3 (104.5)       | 34.6 (94.3)        | 27.6 (81.7)        | 19.4 (66.9)        | 9.9 (49.8)         | 40.3 (104.5)       |
| 平均最高気温 °C （°F）   | −11.0 (12.2)       | −6.0 (21.2)        | 4.8 (40.6)         | 14.4 (57.9)        | 23.0 (73.4)        | 27.8 (82)          | 29.8 (85.6)        | 27.7 (81.9)        | 21.4 (70.5)        | 13.0 (55.4)        | 1.4 (34.5)         | −8.6 (16.5)        | 11.48 (52.64)      |
| 日平均気温 °C （°F）     | −18.5 (−1.3)       | −14.5 (5.9)        | −4.5 (23.9)        | 5.9 (42.6)         | 14.4 (57.9)        | 20.2 (68.4)        | 22.8 (73)          | 20.8 (69.4)        | 13.5 (56.3)        | 4.4 (39.9)         | −6.6 (20.1)        | −15.9 (3.4)        | 3.5 (38.29)        |
| 平均最低気温 °C （°F）   | −24.7 (−12.5)      | −21.8 (−7.2)       | −11.9 (10.6)       | −2.0 (28.4)        | 6.8 (44.2)         | 12.4 (54.3)        | 16.2 (61.2)        | 14.3 (57.7)        | 6.7 (44.1)         | −2.3 (27.9)        | −12.7 (9.1)        | −21.8 (−7.2)       | −3.4 (25.88)       |
| 最低気温記録 °C （°F）   | −39.3 (−38.7)      | −42.3 (−44.1)      | −28.4 (−19.1)      | −18.6 (−1.5)       | −9.0 (15.8)        | −6.5 (20.3)        | 7.2 (45)           | 0.9 (33.6)         | −5.6 (21.9)        | −17.5 (0.5)        | −30.5 (−22.9)      | −39.9 (−39.8)      | −42.3 (−44.1)      |
| 降水量 mm （inch）       | 1.9 (0.075)        | 1.3 (0.051)        | 1.6 (0.063)        | 3.8 (0.15)         | 7.1 (0.28)         | 14.9 (0.587)       | 28.5 (1.122)       | 29.1 (1.146)       | 14.0 (0.551)       | 5.8 (0.228)        | 1.9 (0.075)        | 1.1 (0.043)        | 111 (4.371)        |
| 平均降水日数 （≥1.0 mm） | 0.6                | 0.3                | 0.6                | 1.0                | 1.6                | 2.6                | 5.0                | 4.7                | 2.7                | 1.2                | 0.8                | 0.4                | 21.5               |
| 出典：NOAA (1961-1990)   |                    |                    |                    |                    |                    |                    |                    |                    |                    |                    |                    |                    |                    |